# Režie

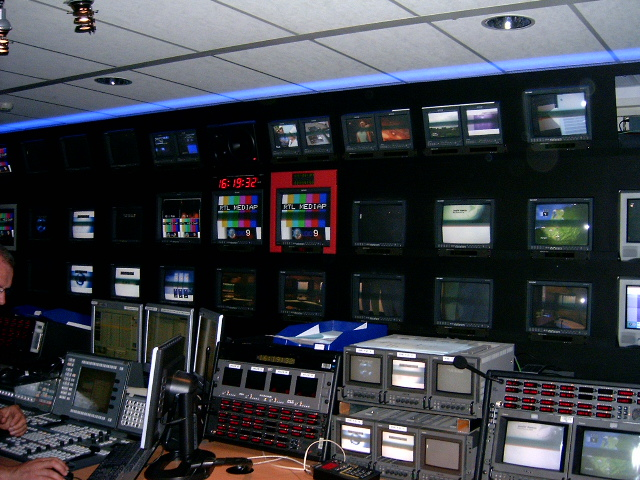
Televizní režisérské studio

Režie (z franc. régie, samostatné a odpovědné vedení, z lat. regere, panovat, vládnout) je umělecká tvůrčí činnost ve filmové, divadelní, rozhlasové nebo televizní tvorbě, která spočívá v celkové organizaci filmového (jevištního atd.) dění, v konzistentní interpretaci scénáře či adaptovaného díla, v jeho inscenaci a zprostředkování jeho myšlenky divákovi. Člověk vykonávající tuto činnost je režisér, který zejména ve filmu platí za hlavního autora díla.

## Filmový režisér a jeho štáb
Ve filmové tvorbě je režisér součástí hlavního výrobního štábu a současně vedoucí tzv. podštábu režiséra, do kterého spadá pomocný režisér, asistent režie, popř. praktikant režie, skriptka, kostymér, kostýmní výtvarník a fotograf. Tito členové štábu jsou současně jeho přímými podřízenými. Nadřízeným režiséra je vedoucí výrobního štábu, ale jen v ekonomických a technických otázkách realizace, kdežto umělecké stránky díla jsou plně v kompetenci režiséra.[zdroj?]
Režisér se práce na filmu (televizní/rozhlasové hře) účastní od prvního dne přípravných prací přes výběr herců a prostředí a přes vlastní natáčení a montáž až do schválení díla (u klasického filmu typicky na dvou pásech) a předání všech podkladů objednavateli díla nebo do filmových laboratoří.[zdroj?]

## Další významy slova
- Pojmem režie se také označuje oddělená místnost, kde režisér sedí například při řízení (režírování) přímého televizního či rozhlasového přenosu nebo vícekamerového záznamu. Totéž platí i pro pracoviště zvukařů v nahrávacích studiích (zvuková režie) nebo při ozvučování velkých společenských prostor.[zdroj?]

- Termín režie se používá v oboru televizní techniky i pro samostatné (například přenosné) zařízení pro živý střih videa a zvuku. Lze na něm zpravidla i s možností použití jednoduchých obrazových triků kompletně odbavit televizní přenos z několika kamer či záznamových zařízení.[zdroj?]

- O událostech veřejného a politického života se říká, že jsou režírované nebo "v něčí režii", když se předpokládá, že je naplánoval a řídí někdo, koho pak není na scéně vidět.[1]

## Významní režiséři

### Čeští a slovenští
- Emil František Burian
- Miloš Forman
- Martin Frič
- Jan Grossman
- Karel Hugo Hilar
- Věra Chytilová
- Juraj Jakubisko
- Vojtěch Jasný
- Ján Kadár
- Otomar Krejča
- Jaroslav Kvapil
- Jiří Menzel
- Alfréd Radok
- Evald Schorm

### Světoví
- Woody Allen
- Michelangelo Antonioni
- Ingmar Bergman
- Bertolt Brecht
- Robert Bresson
- Luis Buñuel
- René Clair
- Jean Cocteau
- Francis Ford Coppola
- Sergej Michajlovič Ejzenštejn
- Federico Fellini
- John Ford
- Jean-Luc Godard
- Alfred Hitchcock
- Stanley Kubrick
- Akira Kurosawa
- Vsevolod Emiljevič Mejerchold
- Pier Paolo Pasolini
- Erwin Piscator
- Roman Polański
- Martin Scorsese
- Steven Spielberg
- Konstantin Sergejevič Stanislavskij
- Andrej Tarkovskij
- Luchino Visconti
- Andrzej Wajda
- Orson Welles
- Krzysztof Zanussi